# Microwave Landing System

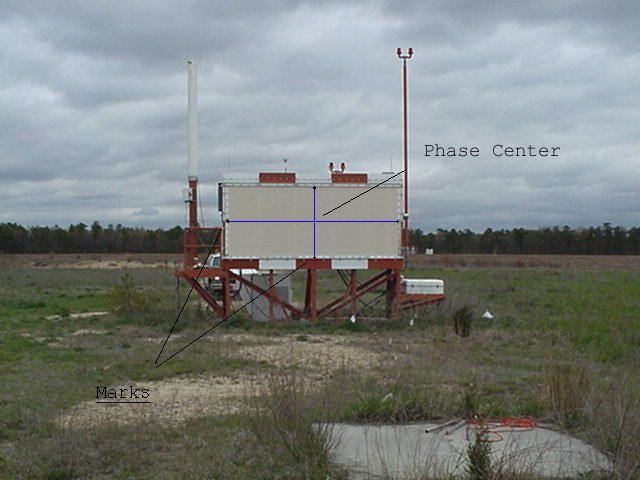
MLS (azymut) z anteną DME po lewej

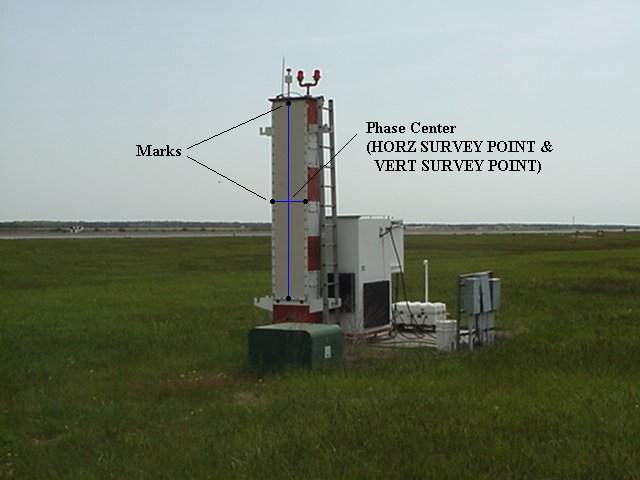
MLS (wysokość)

MLS (ang. microwave landing system) – radiowy system nawigacyjny opierający się na mikrofalach, zbliżony do systemu ILS. 
Od strony podejścia, zakres odbieralności sygnału MLS wynosi ok. 80 stopni i 40 mil odległości. Na przedłużeniu pasa (BA – back azimuth) system MLS zapewnia zakres odbieralności o szerokości 40 stopni i 5-15 mil odległości. Proporcjonalnie zmienia się odbieralność MLS dla wysokości. System MLS powstał w oparciu o ILS. 
Często stosuje się system MLS wraz z DME (tzw. MLS/DME lub DMALSOOMW).